# كارلوس فيدال
ليبي كارلوس فيدال (بالإسبانية: Carlos Vidal)‏ (24 فبراير 1902 – 7 يونيو 1980) لاعب كرة قدم تشيلي راحل كان يجيد اللعب في خط الهجوم .
لعب طوال مسيرته الرياضية في ناديين وهما ديبورتيفو ماغايانيس وأوداكس إيتاليانو . كان يطلق عليه لقب زورو وقد شارك مع منتخب تشيلي في بطولة كأس العالم 1930 في الأوروغواي . استطاع تسجيل هدف في مرمى منتخب المكسيك في المباراة التي انتهت بالفوز 3-1 .

## وصلات خارجية
- كارلوس فيدال على موقع الاتحاد الدولي (مؤرشف)  (الإنجليزية)
- كارلوس فيدال على موقع قاعدة بيانات كرة القدم.إي يو (الإنجليزية)
- كارلوس فيدال على موقع ناشيونال فوتبول تيمز (الإنجليزية)
- كارلوس فيدال على موقع Soccerway.com (الإنجليزية)
- كارلوس فيدال على موقع عالم كرة القدم.نت (الإنجليزية)
- كارلوس فيدال على موقع كووورة

- هذا السيرة الذاتية